# Ordżonikidzewskij
Ordżonikidzewskij – osiedle typu miejskiego w Rosji, w Karaczajo-Czerkiesji. W 2010 roku liczyło 3039 mieszkańców.